# اتفاق نيروبي 1985
كان اتفاق نيروبي اتفاق سلام بين حكومة تيتو أوكيلو الأوغندية وجماعة جيش المقاومة الوطنية المتمردة بقيادة يويري موسيفيني. تم توقيع الاتفاقات في نيروبي، كينيا في ديسمبر 1985.

## التعريف بالاتفاق
اتفاق نيروبي هو عبارة عن اتفاق سلام بين حكومة تيتو اوكيلو الأوغندية وجماعة جيش المقاومة الوطنية المتمردة بقيادة يورى موسيفين، وقع  هذا الاتفاق في نيروبي بكينيا في كانون الأول/ديسمبر 1985.

## خلفية الاتفاق
في 27 تموز/يوليه 1985 قام لواء من الجيش الأوغندي بقيادة العميد بازيليو أولارا أوكيلو، بانقلاب ضد حكومة ميلتون أوبوتي. وتم حل الجمعية الوطنية وأنشئ مجلس عسكري لحكم البلد، أولا مع أولارا أوكيلو ثم الجنرال تيتو أوكيلو رئيسا. وفي الوقت نفسه بدأ متمردو من جيش التحرير الوطني في يوري موسيفيني في السيطرة على البلاد، بعد أن استفادوا من الوضع الفوضوي في البلاد الذي سببه الصراع على السلطة داخل الحكومة والتفكك والخزي الذي أصاب الجيش. تماشيا مع هذا الوضع الخطير دعا تيتو أوكيلو على الفور وعلانية جميع الأطراف المشاركة في أعمال العنف في أوغندا إلى الانضمام إلى المصالحة الوطنية وبناء الأمة. وقد قبلت جميع الجماعات المسلحة الرئيسية هذه الدعوة، باستثناء حركة المقاومة الوطنية الجناح السياسي لجيش المقاومة الوطنية.
اتصل تيتو أوكيلو بالرئيس التنزاني جوليوس نيريري لتيسير التوصل إلى اتفاق تفاوضي بين حركة المقاومة الوطنية/المجلس العسكري.  غير أن موسيفينيو فشل في الوصول إلى الجولة الأولى من المحادثات في دار السلام، حيث كانوا متشككين في مصداقية نيريري مع الرئيس المخلوع ميلتون أوبوتي. واتخذت ترتيبات بديلة لمناقشات ترأسها وفد كيني يحظى بقبول متبادل تحت إشراف الرئيس دانييل آراب موي.

## المفاوضات
استمرت المفاوضات الشاقة من 26 آب/أغسطس إلى 17 كانون الأول/ديسمبر، وقد وثقها الأمين الدائم آنذاك في وزارة الخارجية الكينية بيثويل كيبلاجات ، كان موسيفيني وحركة المقاومة الوطنية غاضبين من أن الثورة التي قاتلا من أجلها لمدة أربع سنوات قد «خطفت» من قبل مكتب الأمم المتحدة في أنغولا، وهي التي اعتبرت أنها فقدت مصداقيتها بسبب الانتهاكات الجسيمة لحقوق الإنسان خلال النظام الثاني لميلتون أوبوتي، ويشار إليها عادة باسم 'أوبوتي الثاني'. وتدنت المحادثات بين الحين والآخر إلى مبادلات للتهم  والقذف.
وندد موسيفينى بالنظم الأوغندية السابقة ووصفها بأنها «بدائيون» و«متخلفون» رافضا التفاوض مع المجلس العسكري «الإجرامي». وقد تبنى موسيفينى وحركة المقاومة الوطنية موقفا تفاوضيا مريرا، حيث غيروا مطالبهم وعادوا طرح القضايا التي يفترض أنها حسمت؛ مما دفع فريق أوكيلو إلى اتهام مدير العلاقات الوطنية بإطالة أمد المناقشات دون ضرورة.
وفي إحدى المناسبات سافر موسيفيني إلى أوروبا لمدة ثلاثة أيام، طرح  من بعدها مطالب جديدة عند عودته. واتهمت الجماعتان بعضهما البعض بالحفاظ على علاقات مع الجنود الموالين للرئيس السابق عيدى أمين.

## الاتفاق النهائي والانهيار
دعا الاتفاق النهائي الموقع في نيروبي، إلى وقف إطلاق النار ونزع سلاح كمبالا وإدماج جيش راحانوين للمقاومة والقوات الحكومية، واستيعاب قيادة جيش راحانوين للمقاومة في المجلس العسكري. ولم يتم الوفاء بهذه الشروط على الإطلاق، ولكن وقف إطلاق النار انهار على الفور تقريبا. وتدعو المادة 17 من الاتفاق إلى إنشاء لجنة للتحقيق في انتهاكات حقوق الانسان في أوغندا منذ الاستقلال. وقد وفر ذلك حافزا واضحا لـتأكيد عدم قيام جيش التحرير الوطني بتنفيذ خطة السلام، حيث أنه من المرجح أن يكون العديد من قادته متورطين في الانتهاكات التي وقعت خلال عهد أوبوتي الثاني، كما أن المادة 7 من قانون مكافحة غسل الأموال قد أفزعت أيضا من قانون مكافحة غسل الأموال، الذي ينص على وجود جيش وطني يقل عدد أفراده عن 500 8 فرد، مما أدى إلى بطالة نسبة كبيرة من رجاله البالغ عددهم 000 15 فرد.
وقد تضررت احتمالات التوصل إلى اتفاق دائم بدرجة أكبر نتيجة للسياق الفوري للمفاوضات. وكان الفريق الكيني يفتقر إلى معرفة متعمقة بالحالة في أوغندا والشخصيات الرئيسية المعنية ووجهات نظرها ولم يبن أي علاقة مجدية مع أطراف الصراع. واستبعدت المفاوضات المنظمات الأوغندية ذات الصلة بما فيها الأحزاب السياسية وعدة جهات خارجية هي ليبيا وبوروندي ورواندا والتي لها مصالح مباشرة في نتائج المحادثات، وهي تؤيد فصيلة واحدة أو عدة فصائل. وربما كان وجود هذه الأطراف وربما الشركاء الدوليين المحايدين (مثل الأمم المتحدة أو منظمة الوحدة الأفريقية) سبباً في منع فشل ما أسماه المتشائمون «نكات السلام في نيروبي».
وما إذا كان موسيفيني وحركة المقاومة الوطنية مهتمين في أي وقت مضى بالتوصل إلى اتفاق عن طريق التفاوض أمر مفتوح للتشكيك. ومن المؤكد أنه لا يوجد التزام قاطع بهذه التسوية. ورفض موسيفيني وحلفاؤه تقاسم السلطة مع الجنرالات الذين لم يحترموا وخاصة في حين كان جيش الدفاع الوطني يتمتع بالقدرة على تحقيق نصر عسكري صريح. ومن الممكن أن يستخدم مدير العلاقات الوطنية فقط المفاوضات التي دامت أربعة أشهر لتقديم صورة إيجابية للعالم وإعادة تنظيم قواتهم.